# Si tú no vuelves (Ha*Ash)
Si tú no vuelves è un singolo del gruppo musicale statunitense Ha*Ash, pubblicato il 6 dicembre 2019 dalla Sony Music come primo singolo dal secondo album live En vivo. Il singolo ha visto la collaborazione del cantante Miguel Bosé.
Il brano in versione non dal vivo era già uscito come singolo da Miguel Bosé, Si tú no vuelves, nel 1992. 
La canzone viene riscritta e riadattata in Italiano col titolo Se tu non torni nel 1994, sempre eseguita da Miguel Bosé.

## Video musicale
Il video è stato girato sotto forma di esibizione dal vivo dall'album En Vivo (2019). Il video è stato girato all'Auditorio Nacional, Città del Messico (Messico). È stato pubblicato su YouTube il 6 dicembre 2019.

## Formazione
- Ashley Grace – voce
- Hanna Nicole – voce
- Miguel Bosé -  voce
- Mateo Aguilar Uscanga: pianoforte
- Gerardo "Tito" Ruelas: chitarra
- Fernando Ruiz: basso elettrico
- Ricardo Cortéz: batteria